# 澤田京介
澤田 京介（さわだ きょうすけ、1988年2月16日 - ）は、日本の元プロボクサー。第74代日本バンタム級王者。北海道石狩市出身。JB SPORTSボクシングジム所属。血液型はAB型。

## 来歴
札幌工業高校卒業後、日本大学に入学。2013年4月6日のプロデビュー戦は判定負け。2019年10月26日に後楽園ホールで日本バンタム級2位の田中一樹とチャンピオンカーニバル最強挑戦者決定戦を行い、8回3-0（77-75×2、78-74）判定勝ちで日本王座への挑戦権を獲得した。
2020年4月、日本王者鈴木悠介と対戦予定だったが、新型コロナウイルスの影響で延期。さらに2021年1月25日には鈴木が右目の網膜剥離の発症で引退したため、同年日本バンタム級王座決定戦が組まれる。
そして2021年7月26日に後楽園ホールで日本バンタム級2位の定常育郎と日本バンタム級王座決定戦を行い、2回23秒負傷ドローで王座空位のままとなった。同年11月12日に改めて定常育郎と日本バンタム級王座決定戦が行われる予定だったが定常の体調不良で中止に。
その後2022年2月5日に後楽園ホールで行われた「第609回ダイナミックグローブ」にて日本バンタム級2位の大嶋剣心と日本バンタム級王座決定戦を行い、5回27秒負傷判定勝ちで日本王座獲得。
2022年6月23日、後楽園ホールで日本バンタム級1位の堤聖也と対戦し、8回47秒TKO負けを喫し初防衛に失敗、王座から陥落した。

## 獲得タイトル
- 2019年度日本バンタム級最強挑戦者
- 第74代日本バンタム級王者（防衛0）

## 戦績
- アマチュアボクシング - 85戦61勝25敗(25KO)
- プロボクシング - 19戦15勝2敗2分（6KO）

| 戦           | 日付           | 勝敗 | 時間    | 内容        | 対戦相手                         | 国籍 | 備考                                   |
| ------------ | -------------- | ---- | ------- | ----------- | -------------------------------- | ---- | -------------------------------------- |
| 1            | 2013年4月6日   | ★    | 6R      | 判定0-3     | 鈴木悠介（八王子中屋）           | 日本 | プロデビュー戦                         |
| 2            | 2013年8月12日  | ★    | 4R 2:58 | TKO         | 勅使河原弘晶（輪島功一S）        | 日本 |                                        |
| 3            | 2014年5月23日  | ☆    | 1R 2:00 | KO          | 三輪広志（元気）                 | 日本 |                                        |
| 4            | 2014年11月25日 | ☆    | 6R      | 判定3-0     | 中川倭（オサム）                 | 日本 |                                        |
| 5            | 2015年4月13日  | ☆    | 1R 2:48 | TKO         | ガムライヨック・オーワンダビー   | タイ |                                        |
| 6            | 2015年9月30日  | ☆    | 8R      | 判定2-0     | 中川とん虎（角海老宝石）         | 日本 |                                        |
| 7            | 2016年4月14日  | △    | 8R      | 判定1-1     | 中野敬太（KG大和）               | 日本 |                                        |
| 8            | 2016年7月28日  | ☆    | 2R 0:51 | TKO         | 相川学己（三迫）                 | 日本 |                                        |
| 9            | 2017年1月14日  | ☆    | 8R      | 判定3-0     | 奥村健太（角海老宝石）           | 日本 |                                        |
| 10           | 2017年6月25日  | ☆    | 5R 1:25 | TKO         | ナッタコーン・シットジャックノイ | タイ |                                        |
| 11           | 2017年9月2日   | ☆    | 3R 1:46 | TKO         | 堀池雄大（帝拳）                 | 日本 |                                        |
| 12           | 2017年11月19日 | ☆    | 8R      | 判定3-0     | ジャンプ池尾（関門JAPAN）        | 日本 |                                        |
| 13           | 2018年2月18日  | ☆    | 8R      | 判定3-0     | 三宅寛典（ビッグアーム）         | 日本 |                                        |
| 14           | 2018年5月11日  | ☆    | 7R 1:38 | TKO         | 臼井欽士郎（横浜光）             | 日本 |                                        |
| 15           | 2018年8月24日  | ☆    | 8R3-0   | 判定        | 藤原陽介（ドリーム）             | 日本 |                                        |
| 16           | 2019年3月27日  | ☆    | 8R      | 判定3-0     | 中野敬太（KG大和）               | 日本 |                                        |
| 17           | 2019年10月26日 | ☆    | 8R      | 判定3-0     | 田中一樹（グリーンツダ）         | 日本 | 2019年度日本バンタム級最強挑戦者決定戦 |
| 18           | 2021年7月26日  | △    | 2R      | 負傷引分    | 定常育郎（T&T）                  | 日本 | 日本バンタム級王座決定戦               |
| 19           | 2022年2月5日   | ☆    | 5R      | 負傷判定2-1 | 大嶋剣心（帝拳）                 | 日本 | 日本バンタム級王座決定戦               |
| 20           | 2022年6月23日  | ★    | 8R 0:47 | TKO         | 堤聖也（角海老宝石）             | 日本 | 日本王座陥落                           |
| テンプレート |                |      |         |             |                                  |      |                                        |